# Eli Whitney
Eli Whitney (Westborough, Massachusetts, 1765. december 8. – New Haven, Connecticut, 1825. január 8.) amerikai feltaláló, aki megalkotta a gyapottisztító gépet. Ő vezette be először a tömegtermelést (a fegyvergyártásban), amelyet egy évszázaddal később Henry Ford vitt tökélyre, valamint az ő nevéhez fűződik a marógép megalkotása is.